# Matafelon-Granges
Matafelon-Granges település Franciaországban, Ain megyében. Lakosainak száma 630 fő (2022. január 1.). Matafelon-Granges Bolozon, Corveissiat, Izernore, Samognat, Sonthonnax-la-Montagne és Thoirette-Coisia községekkel határos.

## Népesség
A település népességének változása:
| Lakosok száma | 651  | 647  | 662  | 641  | 633  | 627  | 628  | 629  | 630  |
|               | 2013 | 2015 | 2016 | 2017 | 2018 | 2019 | 2020 | 2021 | 2022 |